# Роберт Гумний
Роберт Гумний (пол. Robert Gumny, нар. 4 червня 1998, Познань) — польський футболіст, правий захисник клубу «Лех» (Познань) та збірної Польщі.

## Клубна кар'єра
Народився 4 червня 1998 року в місті Познань. Вихованець футбольної школи клубу «Лех». В Екстраклясі дебютував 19 березня 2016 року у програному поєдинку проти варшавської «Легії», в якому на 90-й хвилині замінив Томаша Кендзьору. Сезон 2015/16 років завершив з 4-а зіграними на найвищому рівні матчами. 7 липня 2016 року відіграв усі 90-хвилин у переможному поєдинку суперкубку Польщі над варшавською «Легією» (4:1). В осінній частині сезону 2016/17 років зіграв у Екстраклясі 6 матчів, виходив на поле також у поєдинку Кубку Польщі проти «Руху» (Хожув)
У січні 2017 року відправився в піврічну оренду до клубу «Подбескідзе». У весняній частині сезону 2016/17 років був гравцем стартового складу — в Першій лізі зіграв 14 матчів (в усіх випадках — у стартовому складі), відзначився двома голами в поєдинках проти ГКС (Катовіце) (2:1, 31 березня 2017) та МКС Ключборк (3:1, 4 червня 2017). У червні 2017 року повернувся до «Леха» (Познань). 29 червня 2017 року дебютував у Лізі Європи в переможному матчі першого кваліфікаційного раунду проти македонського «Пелістеру» (4:0). На початку серпня 2017 року підписав новий контракт з познанським клубом, який повинен був бути чинним до кінця червня 2021 року. У 2019 році переміг у голосуванні Głos Wielkopolski на звання найкращого футболіста Великої Польщі.
Станом на 5 березня 2019 року відіграв за команду з Познані 40 матчів в національному чемпіонаті.

## Виступи за збірні
У футболці юнацької збірної Польщі (U-17) зіграв один матч у кваліфікації чемпіонату Європи U-17 у Болгарії — 26 березня 2015 року в поєдинку проти Ірландії (1:0). 9 серпня 2015 року  відзначився голом у товариському матчі проти Узбекистану (2:2, пен. 5:6). У 2015—2017 роках зіграв 7 матчів у кваліфікації юнацькому чемпіонату Європи (U-19) в Німеччині (2016) та юнацькому чемпіонату Європи (U-19) в Грузії (2017).
З 2017 року залучався до складу молодіжної збірної Польщі. На молодіжному рівні зіграв у 7 офіційних матчах.

## Статистика

### Статистика клубних виступів
Станом на 22 грудня 2018
| Клуб              | Сезон             | Ліга              | Ліга  | Ліга | Кубок | Кубок | Європа | Європа | Інші1 | Інші1 | Загалом | Загалом |
| Клуб              | Сезон             | Ліга              | Матчі | Голи | Матчі | Голи  | Матчі  | Голи   | Матчі | Голи  | Матчі   | Голи    |
| ----------------- | ----------------- | ----------------- | ----- | ---- | ----- | ----- | ------ | ------ | ----- | ----- | ------- | ------- |
| «Лех» (Познань)   | 2015–16           | Екстракляса       | 4     | 0    | 1     | 0     | –      | –      | –     | –     | 5       | 0       |
| «Лех» (Познань)   | 2016–17           | Екстракляса       | 6     | 0    | 1     | 0     | –      | –      | 1     | 0     | 8       | 0       |
| «Лех» (Познань)   | 2017–18           | Екстракляса       | 33    | 0    | 0     | 0     | 5      | 0      | –     | –     | 38      | 0       |
| «Лех» (Познань)   | 2018–19           | Екстракляса       | 5     | 1    | 1     | 0     | 0      | 0      | –     | –     | 6       | 1       |
| «Лех» (Познань)   | Загалом           | Загалом           | 48    | 1    | 1     | 0     | 5      | 0      | 1     | 0     | 57      | 1       |
| «Подбескідзе»     | 2016–17           | I ліга            | 14    | 2    | –     | –     | –      | –      | –     | –     | 14      | 2       |
| Усього за кар'єру | Усього за кар'єру | Усього за кар'єру | 62    | 3    | 3     | 0     | 5      | 0      | 1     | 0     | 71      | 3       |

1 Включаючи Суперкубок Польщі.

### Статистика виступів за збірну
Станом на 24 березня 2023 року
| Дата       | Місто    | Господарі | Результат | Гості      | Турнір                               | Голи | Примітки |
| ---------- | -------- | --------- | --------- | ---------- | ------------------------------------ | ---- | -------- |
| 11-11-2020 | Хожув    | Польща    | 2 – 0     | Україна    | товариський матч                     | -    | 78'      |
| 9-10-2021  | Варшава  | Польща    | 5 – 0     | Сан-Марино | Відбір до ЧС 2022                    | -    |          |
| 8-6-2022   | Брюссель | Бельгія   | 6 – 1     | Польща     | Ліга націй УЄФА 2022-2023 - 1-й етап | -    |          |
| 25-9-2022  | Кардіфф  | Уельс     | 0 – 1     | Польща     | Ліга націй УЄФА 2022-2023 - 1-й етап | -    | 90'      |
| 16-11-2022 | Варшава  | Польща    | 1 – 0     | Чилі       | товариський матч                     | -    |          |
| 24-3-2023  | Прага    | Чехія     | 3 – 1     | Польща     | Відбір до ЧЄ 2024                    | -    | 9'       |
| Усього     |          | Матчів    | 6         |            | Голів                                | 0    |          |

## Досягнення
«Лех» (Познань)
- Суперкубок Польщі
  -  Володар (1): 2016